# Anwar Ali
Anwar Ali (ur. 24 września 1984 w Rurka Kalan) – indyjski piłkarz, grający na pozycji środkowego obrońcy lub defensywnego pomocnika w klubie Mohun Bagan AC.

## Kariera klubowa
Anwar Ali rozpoczął swoją zawodową karierę w 2005 roku. Właśnie wtedy został zawodnikiem klubu JCT FC. W 2009 przeszedł do klubu Dempo Goa. Z Dempo zdobył mistrzostwo Indii w 2010. W połowie 2010 roku został zawodnikiem Mohun Bagan AC.

## Kariera reprezentacyjna
W reprezentacji Indii Ali zadebiutował w 2008 roku. W tym samym Ali wygrał z reprezentacją AFC Challenge Cup, co oznaczało wywalczenie awansu do Pucharu Azji, po 27-letniej przerwie. Ali znalazł się w kadrze na ten turniej. Dotychczas rozegrał w reprezentacji 23 spotkania.